# Edwin Michael Conway
Edwin Michael Conway (* 6. März 1934 in Chicago; † 9. August 2004) war ein US-amerikanischer römisch-katholischer Geistlicher und Weihbischof in Chicago.

## Leben
Edwin Michael Conway empfing am 3. Mai 1960 das Sakrament der Priesterweihe.
Am 24. Januar 1995 ernannte ihn Papst Johannes Paul II. zum Titularbischof von Augurus und bestellte ihn zum Weihbischof in Chicago. Der Erzbischof von Chicago, Joseph Kardinal Bernardin, spendete ihm am 20. März desselben Jahres die Bischofsweihe; Mitkonsekratoren waren die Weihbischöfe in Chicago, Alfred Leo Abramowicz und Timothy Joseph Lyne.